# Klimahaus Bremerhaven

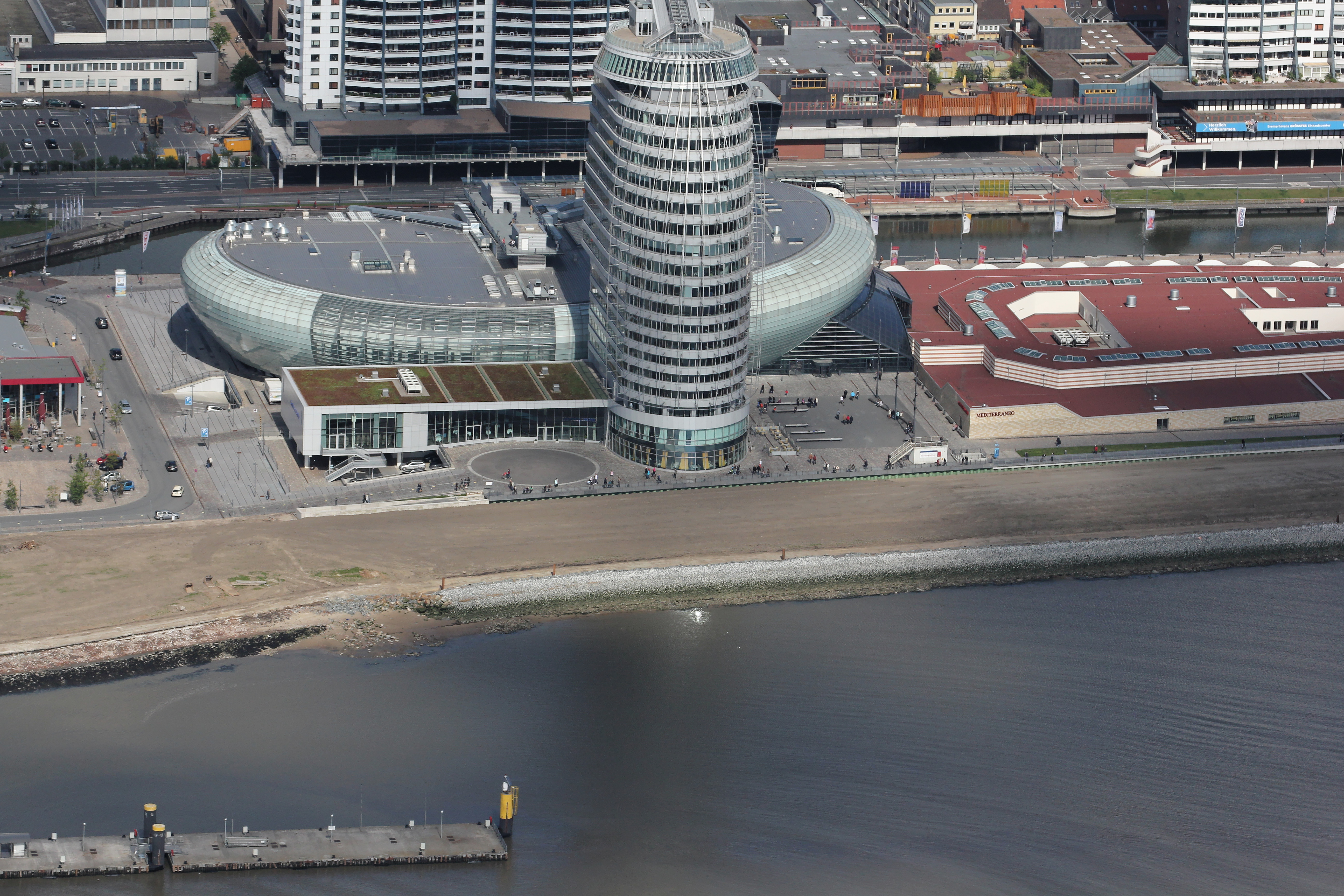
Budova Klimahusu z leteckého pohledu

Klimahaus Bremerhaven je interaktivní muzeum v Bremerhavenu, které nabízí virtuální prohlídku různými místy světa, nacházející se na 8° v. d. a 172° z. d. Bylo otevřeno v roce 2009.
Hlavní část expozice představuje osm různých míst světa, přičemž jsou napodobeny i tamní klimatické podmínky (teplota a vlhkost). Teplota se mění od -6 °C po 35 °C.
Kromě prezetnace podmínek v jednotlivých částech světa se muzeum věnuje i otázkám klimatu, klimatických změn a globálního oteplování.